# Apocalipsis de Esteban
El Apocalipsis de Esteban es uno de los textos apócrifos del Nuevo Testamento. El Esteban en cuestión es uno de los siete diáconos a los Apóstoles.

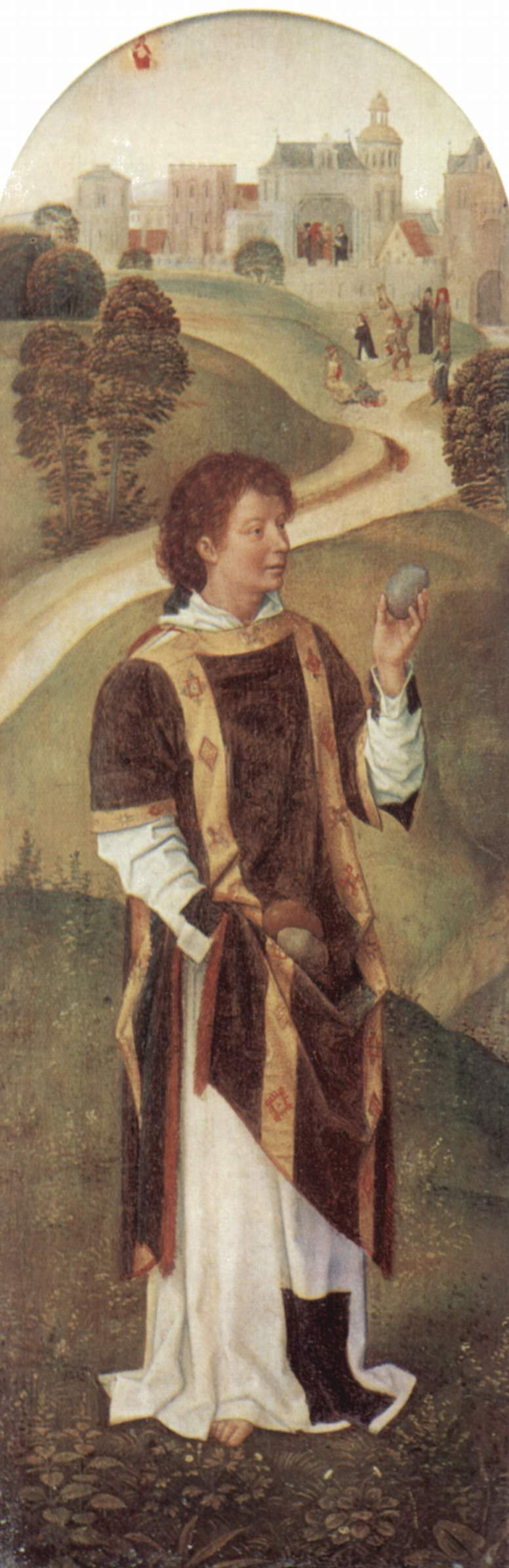
San Esteban,por Hans Memling.

## Contenido
El texto describe un conflicto en los inicios del cristianismo sobre la naturaleza de Jesús de Nazaret.  Esteban aparece en la escena y relata Apocalipsis como una verdad literal, a la que la multitud declara blasfemia, y Caifás lo arresta y golpea.
Luego, el texto hace que Esteban se presente ante Pilato, a quien le dice que no hable, y le ordena que reconozca a Jesús. La historia se sitúa antes de la conversión de Pablo de Tarso, por lo que describe cómo Pablo persigue a Esteban al hacer que lo crucifiquen. Sin embargo, un ángel rescata a Esteban, por lo que Pablo de Tarso ha vertido plomo fundido en su boca y oídos, y clavos en su corazón y pies, pero un ángel lo cura de nuevo.
Al día siguiente, el texto proclama que Esteban fue llevado para ser juzgado ante la multitud, pero en cambio Esteban relata una supuesta profecía de Natán de la venida de Jesús, que molesta a los guardias hasta el punto de que lo atan y lo llevan a la cabeza, de la guardia. El Sanedrín decide que Esteban debe ser apedreado, pero Nicodemo y Gamaliel (el erudito judío) tratan de defenderlo con sus cuerpos, muriendo en el proceso.
Después de diez horas, Esteban finalmente muere, y Pilato lo entierra en un ataúd de plata, en contra de los deseos de Esteban. Un ángel traslada el cuerpo al lugar donde Esteban deseaba ser enterrado, lo que sorprendió a Pilato por la pérdida de los cuerpos. Pilato recibe una visión de Esteban y se convierte. Asimismo, el texto dice que la memoria de Esteban hizo que Pablo se convirtiera.
Muchos eruditos piensan que Pilato fue una adición posterior al texto, la participación de Pilato en la historia parece algo torpe y el texto es principalmente un intento de explicar los motivos de conversión de Pablo, pero también su villanía anterior.  El texto también destaca a Esteban como el primer mártir cristiano.

## Apocalipsis de Esteban
Dos años después de la Ascensión hubo un concurso sobre Jesús.  Muchos sabios de Etiopía, Tebaida, Alejandría, Jerusalén, Asia, Mauritania y Babilonia se habían reunido en Jerusalén.  Hubo un gran clamor entre ellos como un trueno, que duró hasta la hora cuarta.
Esteban, un hombre sabio de la tribu de Benjamín, se paró en un lugar alto y se dirigió a la asamblea.  ¿Por qué este tumulto?  dijó el.  Bienaventurado el que no ha dudado de Jesús.  Nacido de una virgen pura, llenó de luz el mundo.  Por las artimañas de Satanás, Herodes mató a 14.000 (144.000) niños.  Habló de los milagros de Jesús.  ¡Ay de los incrédulos cuando venga como juez, con ángeles, carro de fuego, viento impetuoso! Las estrellas caerán, los cielos se abrirán, los libros serán llevados adelante.  Los doce ángeles que están sobre cada alma descubrirán las obras de los hombres.  El mar se moverá y entregará lo que hay en él.  Las montañas caen, toda la superficie de la tierra se vuelve lisa.  Se establecen grandes tronos alados.  El Señor, Cristo y el Espíritu Santo toman sus asientos.  El Padre le pide a Jesús que se siente a su derecha.
En este punto la multitud gritó: ¡Blasfemia!  y llevó a Esteban ante Pilato.
Pilato se paró en los escalones y les reprochó: Tú me obligaste a crucificar al Inocente;  ¿Por qué enfurecerse contra este hombre?  ¿Por qué rechinar los dientes?  ¿Todavía sois insensatos?
Se llevaron a Esteban. Caifás ordenó que lo golpearan hasta que corriera la sangre.  Y él oró: No les imputes este pecado.  Vimos cómo los ángeles le ministraron.
Pilato llamó por la mañana a su mujer y a sus dos hijos: se bautizaron y alabaron a Dios.
Tres mil hombres se reunieron y discutieron con Esteban durante tres días y tres noches.  Al cuarto día tomaron consejo y enviaron a Cesarea de Palestina en busca de Saulo de Tarso, quien tenía una comisión para apoderarse de los cristianos.  Ocupó su lugar en el tribunal y dijo: Me asombra que tú, hombre sabio y pariente mío, creas todo esto.  Ninguno de los miembros del Sanedrín ha renunciado a la Ley.  He pasado por toda Judea, Galilea, Perea, Damasco y la ciudad de los jesititas para buscar creyentes.
Esteban levantó las manos y dijo: ¡Silencio, perseguidor!  Reconoce al Hijo de Dios.  Me haces dudar de mi propia ascendencia.  Pero veo que pronto beberás de la misma copa que yo. Lo que haces, hazlo pronto.  Saulo se rasgó la ropa y golpeó a Esteban.  Gamaliel, el maestro de Saulo, saltó y le dio a Saúl un golpe, diciendo: ¿Te enseñé tal conducta?  sepan que lo que este dice es aceptable y bueno.
Saulo se enfureció aún más y lo miró con ferocidad, diciendo: Te perdono la vejez, pero cosecharás la debida recompensa por esto.  Gamaliel respondió: No pido nada mejor que sufrir con Cristo.  Los ancianos rasgaron sus ropas, echaron polvo sobre sus cabezas y gritaron: Crucifícale a los blasfemos.
Saulo dijo: Guárdalos hasta mañana.  Al día siguiente se sentó en el tribunal y los hizo traer ante él, y fueron llevados para ser crucificados.  Un ángel vino y arrojó la cruz, y las heridas de Esteban sanaron.  Siete hombres vinieron y le vertieron plomo fundido en la boca y brea en sus oídos.  Le clavaron clavos en el pecho y los pies, y él oró por su perdón.  Otra vez un ángel descendió y lo sanó, y creyó una gran multitud.
Al día siguiente se reunieron todos y lo sacaron de la ciudad para juzgarlo.  Se subió a una piedra y se dirigió a ellos: ¿Hasta cuándo endureceréis vuestros corazones?  La ley y los profetas hablaron de Cristo.  En la primera Ley, en la segunda y en los demás libros está escrito: Cuando llegue el año del pacto, enviaré a mi ángel amado, el buen espíritu de filiación, de una doncella pura, el fruto de la verdad, sin reja de arado y  sin semilla, y una imagen de la siembra (?), y el fruto crecerá después de la... de sembrar para siempre de la palabra de mi pacto, y las señales se cumplirán.  E Isaías dice: Un niño nos nace, etc.  Y nuevamente: He aquí, una virgen concebirá, etc.  Y el profeta Natán dijo: Vi una, una doncella y sin contacto con ningún hombre, y un niño varón en sus brazos, y ese era el Señor de la tierra hasta los confines de la tierra.  Y otra vez el profeta Baruc dice: Cristo, el Eterno, aparece como una piedra de la montaña y quebranta los templos de los ídolos del...  David también dijo: Levántate, Señor, a tu lugar de reposo, etc.  Entiendan entonces, oh insensatos, lo que dice el profeta: En esta palabra juzgarán.
Y miró al cielo y dijo: Veo el cielo abierto y al Hijo del Hombre de pie a la diestra de Dios.
Entonces le impusieron las manos y le dijeron: ¡Blasfema!  Gamaliel dijo: ¿Dónde?  Este justo ha visto al Hijo decir al Padre: He aquí, los judíos se enfurecen contra mí y no cesan de maltratar a los que confiesan mi nombre.  Y el Padre dijo: Siéntate a mi diestra hasta que ponga a tus enemigos por estrado de tus pies.
Luego ataron a Esteban y se lo llevaron a Alejandro, el lector, que era jefe del pueblo y de la tropa en Tiberíades.
En la cuarta vigilia de la noche, una luz como de un relámpago brilló a su alrededor, y una voz dijo: Sé fuerte.  Tú eres mi primer mártir, y tu hora está cerca.  Escribiré tu testimonio en el libro de la vida eterna.
Los judíos consultaron y decretaron que lo apedrearan.  Con él estaban Abibás, Nicodemo, Gamaliel, Pilato, su esposa y dos hijos, y una multitud de creyentes.  Saulo se adelantó, hizo señas y dijo: Hubiera sido mejor que no mataran a este hombre, por su gran sabiduría; pero como es apóstata, condeno a Esteban a ser apedreado.  El pueblo decía: Será apedreado; pero los que estaban en la primera fila con varas se miraban unos a otros y no se atrevían a ponerle las manos encima, porque era famoso entre el pueblo.
Saulo se enojó y despojó a los sirvientes de sus vestidos y los puso sobre la mesa;  y ordenó a los hombres que apedrearan a Esteban.
Esteban miró a su alrededor y dijo: Saulo, Saulo, lo que me haces hoy, lo mismo harán los judíos mañana contigo.  Y cuando estés sufriendo, pensarás en mí.
El pueblo arrojó piedras sobre él con tanta fuerza que la luz del sol se oscureció.  Nicodemo y Gamaliel lo rodearon con sus brazos y lo escudaron, y fueron muertos y entregaron sus almas a Cristo.
Esteban oró, diciendo: Perdona a los que nos apedrean, porque confiamos en entrar en tu reino por sus medios.  Y a la décima hora entregó el fantasma.  Entonces aparecieron hermosos jóvenes, y cayeron sobre los cuerpos y lloraron en voz alta; y la gente vio las almas llevadas por los ángeles al cielo, y vieron los cielos abrirse y las huestes que venían al encuentro de las almas.  Y la gente estuvo de luto durante tres días y tres noches.
Pilato tomó los cadáveres y puso cada uno en un ataúd de plata con su nombre en él; pero el ataúd de Esteban era dorado; y los puso en su sepulcro secreto.  Pero Esteban oró: Que mi cuerpo sea enterrado en mi tierra de Serasima en Kapogemala (Caphargamala - Beit Jimal) hasta la revelación, cuando los mártires que me sigan serán reunidos.  Y vino un ángel y se llevó los cuerpos allí.

Pero Pilato se levantó temprano para quemar incienso delante de los cadáveres, y no los encontró;  y rasgó sus vestidos, diciendo: ¿No era yo, pues, digno de ser tu siervo?  A la noche siguiente, Stephen apareció y le dijo: No llores.  Le pedí a Dios que escondiera nuestros cuerpos.  En el momento de nuestra revelación, uno de tu simiente nos encontrará después de una visión, y tu deseo se cumplirá.  Pero construye una casa de oración y celebra nuestra fiesta en el mes de abril.  Después de siete meses también descansarás.  Y Pilato así lo hizo; y murió, y fue sepultado en Kapartasala; y su esposa también murió en paz.  Pero los santos mártires se aparecieron tres veces a hombres venerables y creyentes, hablándoles y revelando palabras divinas: porque después de su muerte muchos creyeron.